# Parzival
Parzival je srednjovekovna romansa viteza-pesnika Volframa fon Ešenbaha na srednjem visokonemačkom jeziku. Poema, koja se obično datira na prvu četvrtinu 13. veka, usredsređena je na arturskog heroja Parzivala (Percival na engleskom) i njegovu dugu potragu za Svetim gralom nakon njegovog početnog neuspeha da ga dosegne.
Parzival započinje viteškim avanturama Parzivalog oca, Gahmureta, njegovim brakom sa Hercelojde (herzeleide, „tuga srca“) i rođenjem Parzivala. Priča se nastavlja dok Parzival upoznaje tri elegantna viteza, odlučuje da potraži kralja Artura i nastavlja duhovnu i fizičku potragu za Gralom. Dug odeljak posvećen je Parzivalovom prijatelju Gavanu i njegovim avanturama, koji se brani od lažne optužbe za ubistvo i dobija ruku devojke Orgeluse. Među najupečatljivijim elementima dela je njegovo isticanje važnosti poniznosti, saosećanja, naklonosti i potrage za duhovnošću. Glavna tema Parzivala je ljubav: herojski činovi viteštva inspirisani su istinskom ljubavlju, koja se na kraju ispunjava u braku.
Smatrana jednim od remekdela srednjeg veka, ova romansa je bila najpopularnija vernakularna narativna poema u srednjovekovnoj Nemačkoj, i dalje se čita i prevodi na savremene jezike širom sveta. Volfram je započeo uvod, Titurel, koji je kasnije nastavio drugi pisac, dok su napisane i dve pune romanse prilagođavajući Volframovu priču o Loherangrinu. Rihard Vagner je svoju poznatu operu Parsifal, završenu 1882. godine, zasnovao na Parzivalu.

## Sadržaj i struktura
Parzival je podeljen u šesnaest knjiga, od kojih je svaka sastavljena od nekoliko tridesetrednih stanci rimovanih dvostiha. Dužine stanci savršeno se uklapaju u rukopisnu stranicu. Za predmetnu materiju Volfram fon Ešenbah uveliko je adaptirao romansu o gralu, Perceval, priča o gralu, koju je Kretjen de Troa ostavio nedovršenu. Volfram je tvrdio da je izvesni Kjot iz Provanse dobavio dodatni materijal iz arapskih i anžujskih izvora, ali većina naučnika sada smatra da je Kjot Volframov izum i deo fikcionog narativa.

### Pozadina i rani život
Knjiga I otvara se smrću kralja Gandina, Parzivalovog dede. Njegov najstariji sin Galoes dobija kraljevstvo, ali nudi bratu Gahmuretu zemlju Anža kao feud. Međutim, Gahmuret odlazi da bi stekao reputaciju. Putuje u afričko kraljevstvo Zazamank, čiji glavni grad opsedaju dve različite vojske. Gahmuret nudi svoje usluge gradu, a njegovu ponudu prihvata kraljica Belakane. On nadvladava osvajače, ženi se kraljicu Belakane i postaje kralj Zazamanka i Azagouka. Nakon nastupanja mira bilo mu je dosadno, te Gahmuret krade brod, napuštajući svoju trudnu ženu. Belakane kasnije rađa sina Fejrefiza (čija je koža mrljasto crno-bela).
U knjizi II, Gahmuret se vraća na Zapad, gde upoznaje i ženi kraljicu Hercelojd. Međutim usled svoje nespokojnosti, vraća se u borbu za Baruha na Dalekom istoku, gde ga kasnije ubija jedan izdajnički poznanik.
Knjiga III govori o tome kako se trudna Hercelojd, ražalošćena smrću svog muža, povlači u osamljeno šumsko prebivalište i zaklinje se da će po svaku cenu zaštititi svoje dete, Parzivala, od viteškog puta podigavši ga u potpunom odsustvu spoznaje o viteštvu i muškog ophođenja. Njegovu povučenost razbijaju tri viteza u prolazu, koji mu govore mu o dvoru kralja Artura u Kamelotu. Očaran time, on odlučuje da se pridruži Arturovom dvoru. Njegova majka je slomljenog srca zbog vesti o njegovoj odluci, ali dozvoljava mu da ode, oblačeći ga u odeću budale u nadi da će vitezovi odbiti da ga prime. Ubrzo nakon njegovog odlaska ona umire, potpuno emotivno slomljena.

### Počeci viteštva
Prvi deo putovanja odvija se u potpunosti u svetu kralja Artura, gde živopisna i čudna pojava Parzivala budi interesovanje dvora. Nakon što je postao deo dvorske spletke između vojvode Orila i njegove supruge Ješute, upoznaje svog rođaka Siguna koji mu otkriva njegovo pravo ime. Parzival se takođe bori i ubija Itera, crvenog viteza od Kukumerlanta. Obukavši crveni viteški oklop odjahao je sa dvora i upoznao Gurnemanza od kojeg je naučio dužnosti viteza, posebno samokontrolu i umerenost. Gurnemanz mu takođe savetuje da izbegava drsku radoznalost.
U  knjizi Parzival se upoznaje i zaljubljuje u kraljicu Kondviramurs. Ona je nasledila carstvo svog oca, ali je veći deo toga izgubila od neprijateljskog kralja koji je opsednuo njen grad. Parzival koristi svoje novopronađene viteške veštine da bi povratio njenu zemlju. Oni se venčaju, ali on ubrzo odlazi da poseti svoju majku.
U  knjizi on stiže u zamak Gral. On svog domaćina Anfortasa ne pita o njegovoj misterioznoj rani, ili o magične predmete koji su paradirani ispre njega, sećajući se Gurnemanzovog saveta da ne bude previše radoznao. Sledećeg jutra Parzival se našao potpuno sam u potpuno pustom zamku, što ga navodi na pretpostavku da su njegova iskustva od prethodne noći iluzija koju su zlonamerni duhovi stvorili da bi ga ulovili.

## Izdanja i prevodi
Standardno izdanje teksta Karla Lahmana, 1926. Ovo je osnova svih modernih izdanja, uključujući:
- Wolfram von Eschenbach (2003). Parzival. De Gruyter. ISBN 3-11-017859-1.

Engleski prevodi:
- Wolfram von Eschenbach (2004). Parzival with Titurel and The Love-lyrics. DS Brewer. ISBN 1-84384-005-7.. trans. Cyril Edwards. Boydell Press 2004, Oxford University Press 2006.  &  0-19-280615-7
- Wolfram von Eschenbach (1980). Parzival. ISBN 0-14-044361-4.. trans. A.T.Hatto. Penguin 1980
- Wolfram von Eschenbach (1961). Parzival, A Romance of the Middle Ages. Knopf Doubleday Publishing. ISBN 0-394-70188-7.. trans. Helen M. Mustard and Charles E.Vintage Books, 1961
- Wolfram von Eschenbach (2014). Parzival. ISBN 978-1420949841.. trans. Jessie L. Weston. Digireads.com. (January 1).

Moderni nemački prevodi:
- Wolfram von Eschenbach (2003). Parzival. De Gruyter. ISBN 3-11-017859-1.. With prose translation by Peter Knecht.
- Wolfram von Eschenbach (2006). Parzival. Deutscher Klassiker Verlag. ISBN 3-618-68007-4.. (2 vols). Deutscher Klassiker Verlag 2006. . With verse translation by Dieter Kühn.
- Wolfram von Eschenbach. Parzival. ISBN 3-15-003682-8.. (2 vols). Reclam 1986  und  3-15-003681-X. With translation by Wolfgang Spiewok.
- Hermann Reichert: Wolfram von Eschenbach, Parzival, für Anfänger. Wien: Praesens Verlag, 2., völlig überarbeitete Aufl. Reichert, Hermann (2007). Wolfram von Eschenbach - "Parzival" für Anfänger. Praesens-Verlag. ISBN 978-3-7069-0358-5.

Španski prevod:
- Wolfram von Eschenbach (1999). Parzival. Siruela. ISBN 978-84-7844-446-5.. With translation by Antonio Regales.

Fikciono prepričavanje Volframovog mita:
- Clarke, Lindsay (2011). Parzival and the Stone from Heaven — a Grail Romance for our Time. Oxford: Godstow Press. ISBN 978-0-9547367-5-0.

## Literatura
- Bumke, Joachim (2004). Wolfram von Eschenbach (на језику: German). Stuttgart: J.B. Metzler. ISBN 3-476-18036-0.
- Green, D.H (1982). The Art of Recognition in Wolfram's Parzival. Cambridge University Press. ISBN 0-521-24500-1.. Cambridge & New York: Cambridge University Press, 1982
- Groos, Arthur (1995). Romancing the Grail: Genre, Science, and Quest in Wolfram's. Parzival. Ithaca: Cornell University Press. ISBN 0-8014-3068-2.. 1995
- Groos, Arthur (1972). „Wolfram von Eschenbach's 'Bow Metaphor' and the Narrative Technique of Parzival.”. MLN. 87 (3): 391—408. JSTOR 2907294. doi:10.2307/2907294.
- Hasty, Will, ур. (1999). A Companion to Wolfram's Parzival. Rochester, NY: Camden House. ISBN 1-57113-152-3.
- G. Ronald Murphy, SJ. (2006). Gemstone of Paradise: The Holy Grail in Wolfram's Parzival. Oxford University Press. ISBN 0-19-530639-2.
- Springer, Otto (1959). „Wolfram's "Parzival"”.  Ур.: Roger S. Loomis. Arthurian Literature in the Middle Ages. Oxford: Clarendon Press. ISBN 0-19-811588-1.
- Gibbs, Marion E. (1968). „The Role of Woman in Wolfram's Parzival”. German Life and Letters. 21 (4): 296—308. doi:10.1111/j.1468-0483.1968.tb00764.x.
- Helen Adolf (јун 1947). „New Light on Oriental Sources for Wolfram's Parzival and Other Grail Romances”. PMLA. 62 (2): 306—324.
- Beckett, Lucy (1981). Richard Wagner: Parsifal. Cambridge, UK: Cambridge University Press. ISBN 0-521-29662-5.
- Carnegy, Patrick (2006). Wagner and the Art of the Theatre. New Haven, CT: Yale University Press. ISBN 0-300-10695-5.
- Cohn, Richard (1996). „Maximally smooth cycles, hexatonic systems, and the analysis of Late-Romantic triadic progressions”. Music Analysis. 15 (1): 9—40. JSTOR 854168. doi:10.2307/854168.
- Deathridge, John (2008). Wagner: Beyond Good and Evil. Berkeley, CA: University of California Press. ISBN 978-0-520-25453-4.
- Fauser, Annegret (2008). „Wagnerism”.  Ур.: Thomas S. Grey. The Cambridge Companion to Wagner. Cambridge Companions to Music. Cambridge: Cambridge University Press. стр. 221–234. ISBN 978-0-521-64439-6.
- Gregor-Dellin, Martin (1983). Richard Wagner: his life, his work, his Century. William Collins. ISBN 0-00-216669-0.
- Gutman, Robert (1990) [1968]. Richard Wagner: The Man, His Mind and His Music. Harcourt Brace Jovanovich. ISBN 0-15-677615-4.
- Hartford, Robert (1980). Bayreuth: The Early Years. Victor Gollancz. ISBN 0-575-02865-3.
- Magee, Bryan (2002). The Tristan Chord. New York: Owl Books Ltd. ISBN 0-8050-7189-X.. (UK title: Wagner and Philosophy. Publisher Penguin Books. 2001. ISBN 0-14-029519-4.. )
- Millington, Barry, ур. (1992). The Wagner Compendium: a Guide to Wagner's Life and Music. London: Thames and Hudson. ISBN 0-02-871359-1.
- Newman, Ernest (1976). The Life of Richard Wagner. Cambridge, UK: Cambridge University Press. ISBN 0-521-29149-6.
- Rose, Paul Lawrence (1992). Wagner: Race and Revolution. New Haven, CT: Yale University Press. ISBN 978-0-300-06745-3.
- Shengold, David (2012). „Martha Mödl: 'Portrait of a Legend'”. Opera News. 77 (5).
- Spencer, Stewart (2000). Wagner Remembered. London: Faber and Faber. ISBN 0-571-19653-5.
- Spotts, Frederic (1994). Bayreuth: a History of the Wagner Festival. New Haven, CT: Yale University Press. ISBN 0-300-05777-6.
- Thorau, Christian (2009). „Guides for Wagnerites: leitmotifs and Wagnerian listening”.  Ур.: Thomas S. Grey. Wagner and His World. Princeton, NJ: Princeton University Press. стр. 133–150. ISBN 978-0-691-14366-8.
- Weiner, Marc A. (1997). Richard Wagner and the Anti-Semitic Imagination. Lincoln, NE: University of Nebraska Press. ISBN 0-8032-9792-0.
- Zelinsky, Hartmut (1982). „Rettung ins Ungenaue: zu M. Gregor-Dellins Wagner-Biographie”.  Ур.: Heinz-Klaus Metzger; Rainer Riehn. Richard Wagner: Parsifal. Musik-Konzepte. 25. Munich: Text & Kritik. стр. 74—115.
- Burbidge, Peter; Sutton, Richard, ур. (1979). The Wagner Companion. Faber and Faber Ltd., London. ISBN 0-571-11450-4.
- Magee, Bryan (1997). The Philosophy of Schopenhauer. Oxford: Clarendon Press. ISBN 0-19-823722-7.
- Melitz, Leo (2001). The Opera Goer's Complete Guide. London: Best Books. ISBN 0-7222-6262-0.
- Nietzsche, Friedrich (1989). On the Genealogy of Morals. Vintage Books. ISBN 0-679-72462-1.
- Schopenhauer, Arthur (1966). The World as Will and Representation. New York: Dover. ISBN 0-486-21762-0.